# Ioana Nemeș
Ioana Nemeș (1979 - 23 aprilie 2011) a fost unul dintre cei mai cunoscuți artiști români din generația ei. A încetat din viață la New York, în seara zilei de 23 aprilie 2011, în urma unui stop cardiac, la vârsta de numai 32 de ani.
A fost jucătoare de handbal până la 21 de ani, când a suferit un accident la genunchi. S-a reorientat spre studiul fotografiei, cu Iosif Király, la Universitatea Națională de Arte București.
Povestea Ioanei Nemeș a fost transpusă într-o carte – obiect: „Carte de artist: Ioana Nemeș”. Inițiativa și conceptul aparțin Alinei Șerban și Ștefaniei Ferchedău. Volumul a fost copublicat de Asociația pepluspatru (București) și Spector Books (Leipzig) într-o versiune bilingvă română-engleză, în 1.000 de exemplare.
A primit premiul Future of Europe Art din partea Galeriei Zeitgenössische fur Kunst, Leipzig în 2007.

## Expoziții
- Galeria Jiri Svestka ,Praga (martie 2009)[5]
- Art in General, New York (2011)
- Secession, Viena (2010)
- Istanbul Biennial (2009)
- Smart Project Space, Amsterdam (2009)
- U-Turn, Copenhaga (2008)
- Bucharest Biennial (2006)[6]